# 米田祐子
米田祐子（1979年9月8日—）是一名日本女子花样游泳运动员。她曾参加了2000年悉尼奥林匹克运动会，并在比赛中获得女子花样游泳比赛团体银牌。